# Campionati europei a squadre di judo
I Campionati europei a squadre di judo  sono una competizione sportiva annuale organizzata dalla International Judo Federation. La prima edizione si è svolta nel 2018 a Ekaterinburg.

## Edizioni
| Anno | Città        | Nazione     |
| ---- | ------------ | ----------- |
| 2018 | Ekaterinburg | Russia      |
| 2019 | Minsk        | Bielorussia |
| 2021 | Ufa          | Russia      |
| 2022 | Mulhouse     | Francia     |
| 2023 | Cracovia     | Polonia     |
| 2024 | Zagabria     | Croazia     |
| 2025 | Podgorica    | Montenegro  |

## Medagliere
| Posiz. | Nazione                     | Oro | Argento | Bronzo | Totale |
| ------ | --------------------------- | --- | ------- | ------ | ------ |
| 1      | Georgia                     | 3   | 1       | 0      | 4      |
| 2      | Francia                     | 2   | 0       | 1      | 2      |
| 3      | Germania                    | 1   | 1       | 2      | 4      |
| 4      | Russia                      | 1   | 0       | 2      | 3      |
| 5      | Paesi Bassi                 | 0   | 3       | 1      | 4      |
| 6      | Italia                      | 0   | 1       | 1      | 2      |
| 7      | Portogallo                  | 0   | 1       | 0      | 1      |
| 8      | Turchia                     | 0   | 0       | 2      | 2      |
| 9      | Ucraina                     | 0   | 0       | 1      | 1      |
| 9      | Austria                     | 0   | 0       | 1      | 1      |
| 9      | Serbia                      | 0   | 0       | 1      | 1      |
| 9      | Atleti Individuali Neutrali | 0   | 0       | 1      | 1      |
| 9      | Belgio                      | 0   | 0       | 1      | 1      |
| Totale | Totale                      | 7   | 7       | 14     | 28     |